# Загирняк, Михаил Васильевич
Загирняк Михаил Васильевич (25 сентября 1947)  — украинский учёный в областях электромеханики и управления образованием, действительный член (aкадемик) Национальной академии педагогических наук Украины, заслуженный деятель науки и техники Украины, доктор технических наук, профессор, лауреат Государственной премии Украины в области науки и техники, лауреат Государственной премии в области образования. Ректор Кременчугского национального университета имени Михаила Остроградского. По данным исследователей Стэнфордского университета и аналитиков издательства Elsevier и SciTech Strategies Михаил Загирняк вошел в ТОП-2% самых влиятельных ученых мира по состоянию на 1 октября 2023 г. и по состоянию на 1 августа 2024 г. 

## Биография
Окончил с отличием Луганский машиностроительный институт (1970). Работал инженером на Луганском тепловозостроительном заводе. Служил в армии. С 1971 по 2002 годы занимал должности научного сотрудника, старшего преподавателя, доцента, заведующего кафедрой, проректора Восточноукраинского национального университета им. Владимира Даля. Как победитель конкурсов на долгосрочные государственные гранты США по программам IREX (электротехника — 1983-84), Fulbright (управление образованием — 1997-98), работал в университетах Кентукки и Техаса. В ноябре 2002 года избран ректором Кременчугского университета и возглавляет его и сейчас.

## Публикации
Автор более 600 научных работ, среди которых 20 монографий, девять брошюр, семь учебников и 12 учебных пособий с грифом Министерства образования и науки Украины, свыше 80 авторских свидетельств и патентов на изобретения. Более 200 трудов опубликовано в изданиях, входящих в каждую из международных наукометрических баз данных «ISI Web of Knowledge» и «Scopus».

## Профессиональная и общественная деятельность
Член Президиума Национальной академии педагогических наук Украины (с 2017). Член Президиума Общественной организации «Союз ректоров высших учебных заведений Украины» (2019—2021). Руководитель научных проектов в рамках Программы научно-технического сотрудничества между Украиной и Словенией (2003—2004, 2007—2008). Главный редактор четырёх и член редакционных коллегий четырёх отечественных изданий, член редакционных коллегий четырёх зарубежных изданий. Председатель специализированного учёного совета по присуждению докторских и кандидатских степеней в КрНУ. Член Научного Совета МОН Украины (с 2015). Член Совета Северо-Восточного научного центра НАН и МОН Украины (с 2015). Член объединённой Конкурсной комиссии по присуждению Премии Верховной Рады Украины молодым учёным и именных стипендий Верховной Рады Украины для молодых учёных — докторов наук (с 2019). Руководитель семинара «Электромагнитные и электромеханические процессы в электрических машинах и аппаратах» Научного совета НАН Украины по комплексной проблеме «Научные основы электроэнергетики» (с 2003). Член Академического совета Высшей школы европейских и региональных студий (Чешске Будийовице, Чехия). Советник председателя Счетной палаты Украины (2002—2011). Читал лекции в университетах Словении: Марибор (2012, 2015, 2018), Любляна (2019). Действительный член четырёх общественных международных и украинских академий и трёх международных профессиональных сообществ. Глава и член ряда почётных, программных и технических комитетов международных и украинских конференций и симпозиумов (Польша, Бельгия, Италия, Словения).

## Спортивная деятельность
Мастер спорта СССР (1984), заслуженный тренер Украины (2011), инструктор-методист первой категории (1987), судья по спорту национальной категории (альпинизм, 2004), судья международной категории Евро-Азиатской ассоциации альпинизма (№ 16, 2019), вице-президент Федерации альпинизма и скалолазания (ФАиС) Украины (2002—2020), председатель ФАиС в Полтавской области (с 2003); жетон «Спасательный отряд» (№ 3002). Совершил более 200 восхождений, из которых свыше 60 в больших горах — по маршрутам высших пятой и шестой категорий сложности (11 первовосходжений и первопроходжений). Участник пяти Гималайских экспедиций. Неоднократный чемпион и призёр чемпионатов Украины и СНГ по альпинизму. Кавалер альпинистского ордена «Эдельвейс» II степени (2008).

## Научные и почётные звания и награды
- заслуженный деятель науки и техники Украины (1997)[28];
- доктор технических наук (1996);
- профессор (1993);
- действительный член (Академик) Национальной академии педагогических наук Украины (2016)[29];
- Орден князя Ярослава Мудрого IV ст. (1 октября 2021) — за значительный личный вклад в развитие национального образования, подготовку квалифицированных специалистов, многолетнюю плодотворную педагогическую деятельность и высокий профессионализм[30].
- Орден князя Ярослава Мудрого V ст. (19 мая 2018) — за весомый личный вклад в развитие отечественной науки, укрепление научно-технического потенциала Украины, многолетний добросовестный труд и высокий профессионализм[31];
- Орден «За заслуги» I ст. (27 июня 2015) — за значительный личный вклад в государственное строительство, социально-экономическое, научно-техническое, культурно-образовательное развитие Украины, весомые трудовые достижения и высокий профессионализм[32];
- Ордена «За заслуги» III (2001)[33] и II (2007)[34] степеней;
- Государственная премия Украины в области науки и техники 2015 года — за работу «Энергоэффективные электромеханические системы широкого технологического назначения» (в составе коллектива)[35];
- Государственная премия Украины в области образования 2018 года — за работу "Разработка и внедрение инновационных технологий обучения для подготовки квалифицированных рабочих кадров по профессии «Сварщик» (в составе коллектива)[36];
- Заслуженный тренер Украины (2011);
- Почётный гражданин города Кременчуга (2016)[37];
- Почётный профессор Кременчугского национального университета имени Михаила Остроградского (2011);
- почетные грамоты:

Верховной Рады Украины (2010);
Кабинета Министров Украины (2005);
Счетной палаты Украины (2010);
Министерства образования и науки Украины (2003);
Национальной академии наук Украины (2013, 2018);
Центрального комитета Профсоюза работников образования и науки Украины (2007, 2012, 2021, 2022);
- знаки отличия:

Национальной академии наук Украины «За содействие развитию науки» (2022);
- знак «Изобретатель СССР» (1988);
- знаки:

Министерства образования и науки Украины «Отличник образования Украины» (1996), «За научные достижения» (2007);
Академии педагогических наук Украины «Ушинский К. Д.» (2007);
Федерации альпинизма Украины «Первовосходитель» (2005);
- Почетный знак комитета по физическому воспитанию и спорту МОН Украины (2008);
- диплом третьей степени ВДНХ УССР (1981);
- медали:

Ассоциации спасательных формирований Российской Федерации «За выдающиеся восхождения» (2004);
Национальной академии педагогических наук Украины «Григорий Сковорода» (2012), «Владимир Мономах» (2017), «Иван Франко» (2022);
Высшей школы европейских и региональных студий в Чешских Будийовицах «За заслуги перед Высшей школой европейских и региональных студий» (2013);
«За верность Высшей школе европейских и региональных студий» (2015);
- действительный член:

международного (США) института электриков и электронщиков (IEEE Life Senior member),
Польского общества применения электромагнетизма (1993),
Международной академии информатизации (1996),
Транспортной академии Украины (1997),
Подъемно-транспортной академии наук Украины (1998),
Международной академии науки и практики организации производства (2005).